# 쿠죠 죠타로
쿠죠 죠타로(일본어: 空条 承太郎)는 아라키 히로히코의 만화 죠죠의 기묘한 모험에 등장하는 가상의 인물이다. 3부 스타더스트 크루세이더즈의 주인공. 1970년생 B형이며 3부 기준으로 신장 195 cm, 몸무게 82 kg인 거구의 고등학생이었다. 4부에서는 해양학자가 되어 조연으로 등장한다. 

## 스탠드
- 스타 플래티나[2]
  - 능력:엄청난 파괴력과 스피드, 정밀동작성이 매우 뛰어나 적을 '죽지 않을만큼' 때릴수 있다.후에 디오와 싸운 후 각성하여 시간을 정지할 수 있게 된다.
    - 파괴력:A(다이아몬드도 파괴하여 가루로 만들어버린다.(주인공인 죠타로가 봐주지 않았다면 적들은 죽었을 수도 있다).
    - 스피드:A(초음속).(총알보다 빠르기 때문에 피하는 건 거의 불가능)
    - 사정거리:C(2m~10m).
    - 지속력:A(본체인 죠타로가 치명상을 입어도 멀쩡히 유지된다)
    - 정밀동작성:A(기계보다 정밀하다)
    - 성장성:A(매우 빨리 성장한다).

## 기술
- - 러쉬:파워와 스피드.또는 스피드가 높은 스탠드 대부분은 주먹을 빠르게 연속으로 내질러 러쉬를한다.

스탠드마다 기합 소리가 다른데 죠타로는 오라오라다(쿠죠 죠린.(6부)죠니 죠스타.(7부)히가시카타 죠스케(8부)도 러쉬기합이 오라오라이다.)
- - 스타핑거:죠타로가 원거리 적에 대항하기 위해 만든 원거리 기술이다 검지와 중지를 무지막지하게 늘려서 상대를 공격하는 기술이다.상당히 강력하다.
  - 스타 플래티나 더 월드

.시간을 2초 정도 멈춘다 크게 분노하거나 각성시 5초 정도의 시간을 멈춘다.' 스타 플래티나, 더 월드!'라고 외친다.디오와 죠타로의 간판기술이다. 물론 디오는 자 와루도! 토키요 토마레!! 라고 외친다.

## 등장
- 3부 스타더스트 크루세이더즈(주인공)
- 4부 다이아몬드는 부서지지 않는다(조연)
- 5부 황금의 바람(조연)
- 6부 스톤 오션(조연)